# Hieracium sect. Alpina
La sezione  Hieracium sect. Alpina  (Griseb.) Gremli è una sezione di piante angiosperme dicotiledoni del genere Hieracium della famiglia delle Asteraceae.

## Etimologia
Il nome del genere deriva dalla parola greca hierax o hierakion (= sparviere, falco). Il nome del genere è stato dato inizialmente dal botanico francese Joseph Pitton de Tournefort (1656 - 1708) rifacendosi probabilmente ad alcuni scritti del naturalista romano Gaio Plinio Secondo (23 - 79) nei quali, secondo la tradizione, i rapaci si servivano di questa pianta per irrobustire la loro vista. Il nome della sezione fa riferimento all'habitat usuale delle specie di questo gruppo.
Il nome scientifico della sezione è stato definito dai botanici August Heinrich Grisebach (1814-1879) e August Gremli (1833-1899).

## Descrizione

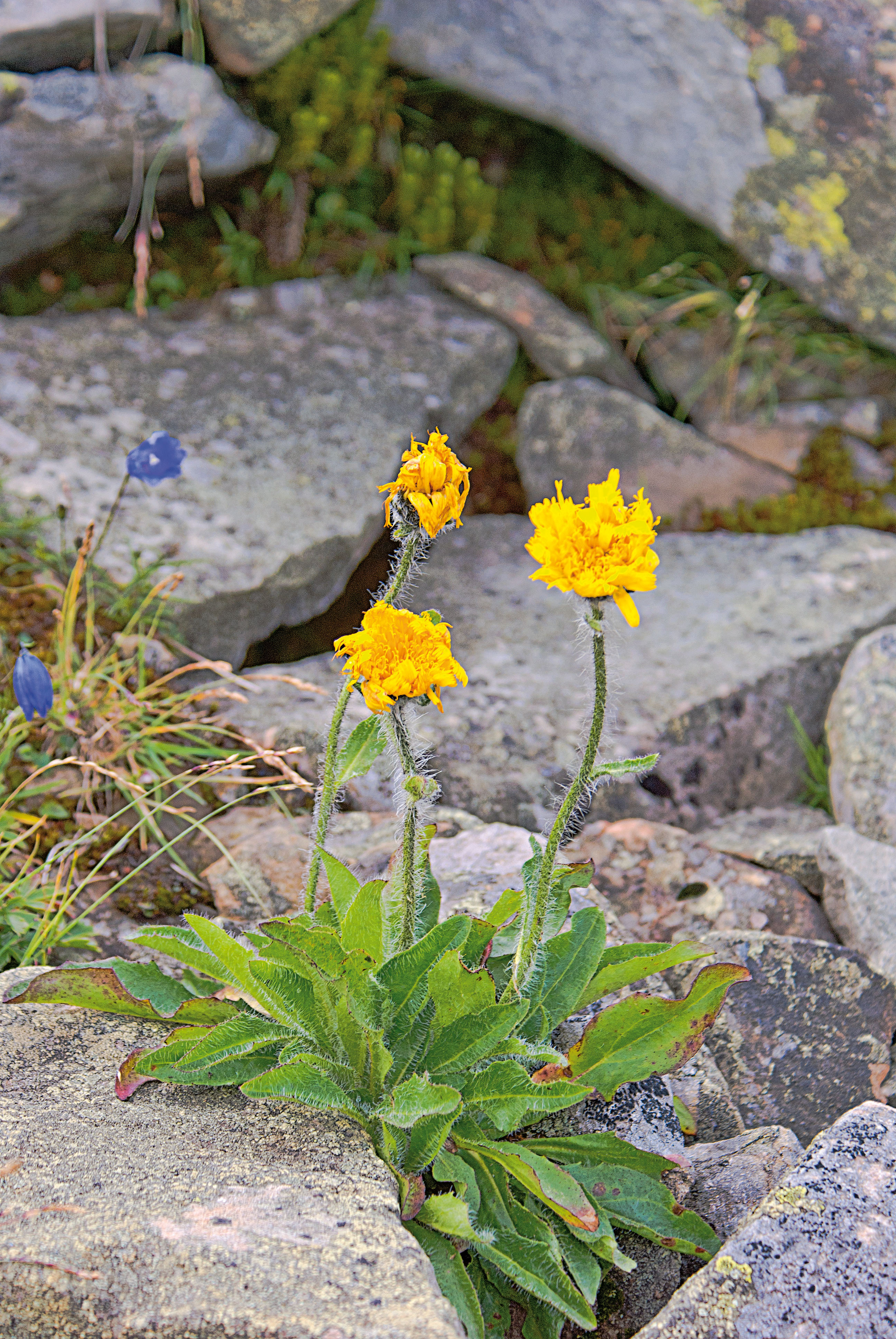
Il portamento
Hieracium alpinum

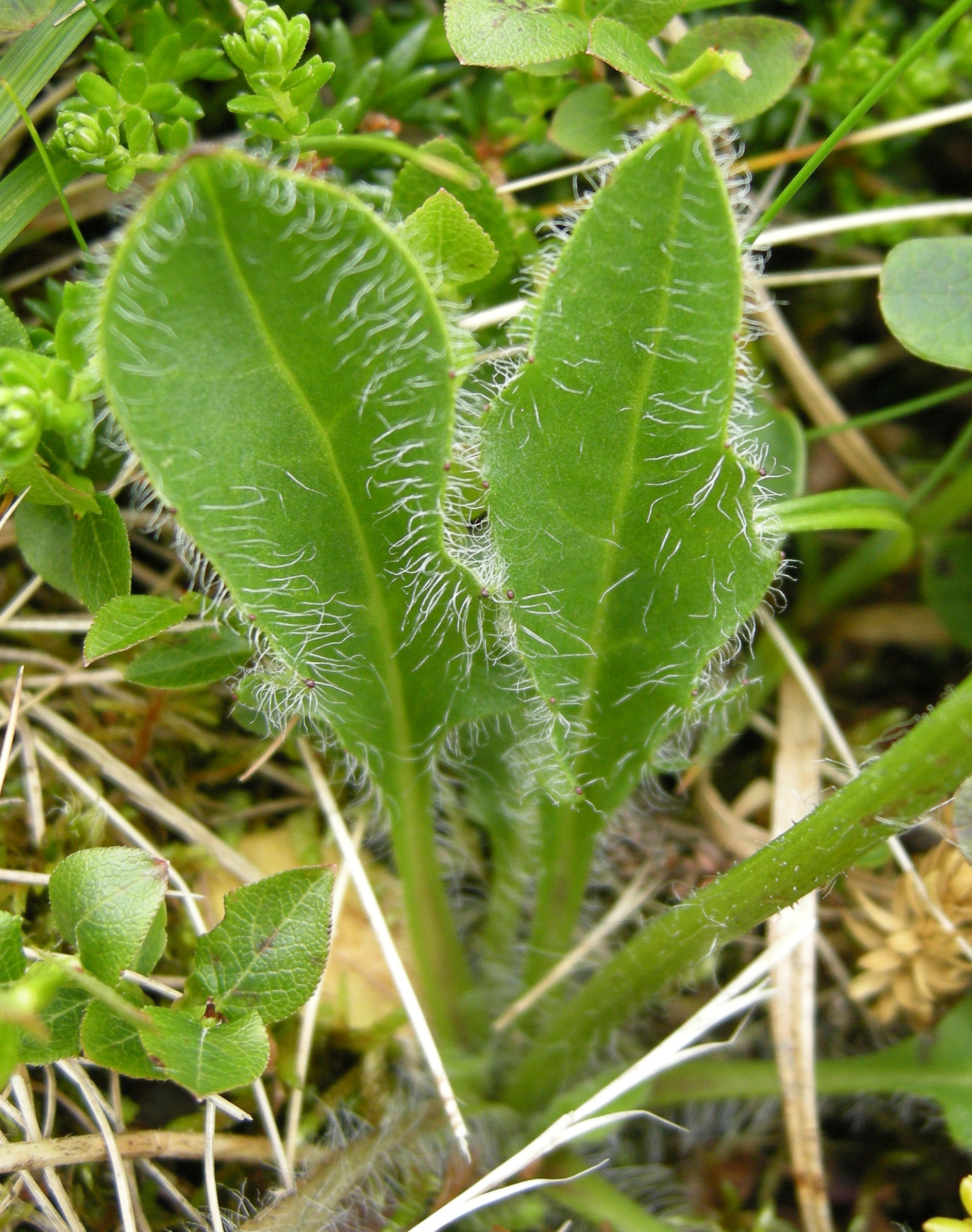
Le foglie
Hieracium alpinum

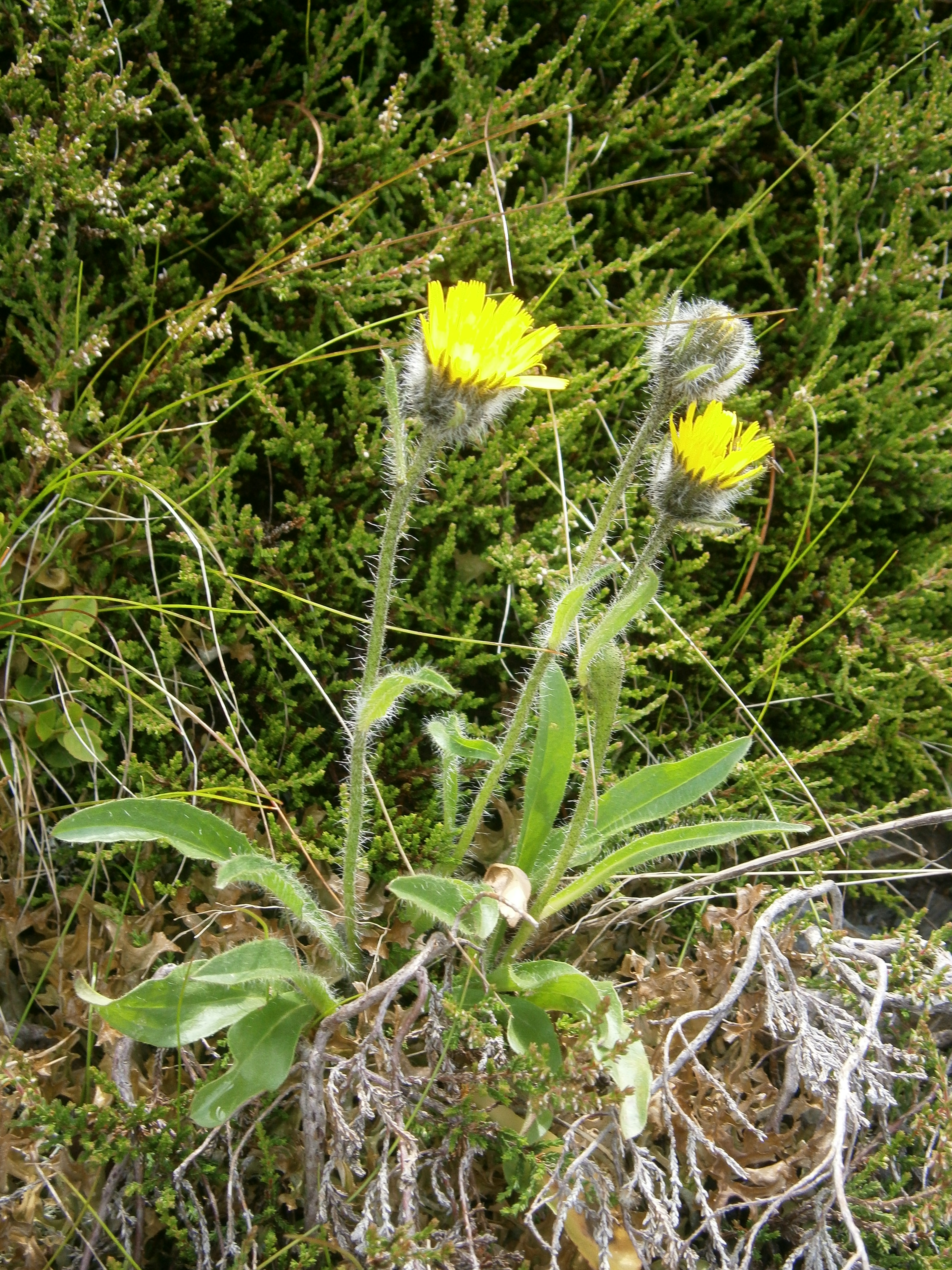
Infiorescenza
Hieracium alpinum

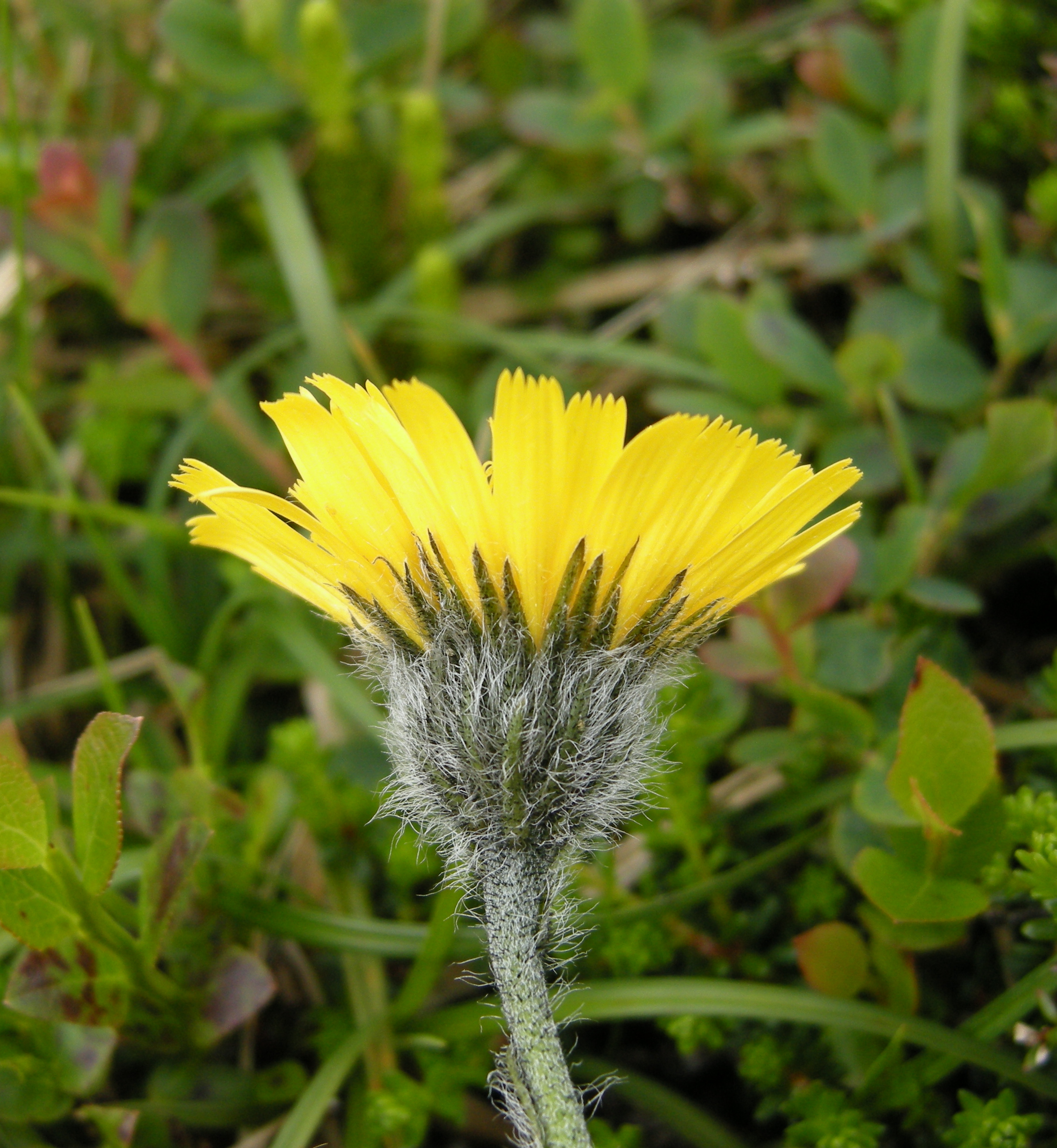
I fiori
Hieracium alpinum

Habitus. La forma biologica prevalente è emicriptofita scaposa (H scap), ossia in generale sono piante erbacee (e aromatiche), a ciclo biologico perenne, con gemme svernanti al livello del suolo e protette dalla lettiera o dalla neve, inoltre spesso hanno l'asse fiorale eretto e privo di foglie (piante scapose), oppure le foglie basali sono assenti alla fioritura (piante afillopode). Alcune specie possono anche avere la forma biologica di tipo emicriptofita rosulata (H ros), ossia con foglie disposte a formare una rosetta basale e presenti alla fioritura (piante fillopode). Queste piante sono anche provviste di lattice (i vasi latticiferi sono anastomizzati), ma sono prive di stoloni. Queste piante sono di tipo fillopode (raramente sono anche hypofilllopode).
Radici. Le radici sono secondarie da rizoma.
Fusto. La parte aerea del fusto è eretta o ascendente e monocefala (raramente è forcato). Le piante di questo genere possono raggiungere un'altezza massima di 10 – 20 cm. La parte sotterranea spesso è un fittone.
Foglie. Le foglie si dividono in basali e cauline disposte in modo alternato. La lamina ha delle forme oblungo-lanceolate. I bordi possono essere continui o variamente dentati. La superficie è pubescente. Quelle cauline sono in genere sessili e progressivamente ridotte e con lamine più strette.
Infiorescenza. Le infiorescenze sono composte da uno o più capolini (raramente) peduncolati. I capolini sono formati da un involucro composto da diverse brattee (o squame) disposte su 2 serie in modo embricato, all'interno delle quali un ricettacolo fa da base ai fiori tutti ligulati. L'involucro ha delle forme da turbinate a emisferiche. Le brattee si dividono in esterne (non sempre presenti) e interne. Il ricettacolo è nudo, ossia senza pagliette a protezione della base dei fiori; i margini degli alveoli sono denticolati o dentati.
Fiori. I fiori sono tutti del tipo ligulato, tetra-ciclici (ossia sono presenti 4 verticilli: calice – corolla – androceo – gineceo) e pentameri (ogni verticillo ha 5 elementi). I fiori sono inoltre ermafroditi e zigomorfi. In alcuni casi i fiori femminili sono "stilosi".
- Formula fiorale:

*/x K {\displaystyle \infty }, [C (5), A (5)], G 2 (infero), achenio
- Calice: i sepali del calice sono ridotti ad una coroncina di squame.
- Corolla: le corolle sono formate da un tubo e da una ligula terminante con 5 denti; il colore è giallo. Le ligule sono lunghe oltre l'involucro e sono cigliate sui denti.
- Androceo: gli stami sono 5 con filamenti liberi, mentre le antere sono saldate in un manicotto (o tubo) circondante lo stilo.[16] Le antere alla base sono acute. Il polline è tricolporato.[17]
- Gineceo: lo stilo è giallo (con papille scure), è filiforme e peloso sul lato inferiore; gli stigmi dello stilo sono due divergenti. L'ovario è infero uniloculare formato da 2 carpelli. La superficie stigmatica è posizionata internamente (vicino alla base).[18]

Frutti. I frutti sono degli acheni con pappo. Gli acheni sono scuri a forma colonnare-obconica (o più o meno cilindrica) e sono ristretti alla base (e ingrossati all'apice), mentre la superficie (liscia o appena rugosa) è provvista di 8 - 10 coste che nella parte apicale confluiscono in un orlo anulare. Il pappo è formato 20 a 80 setole biancastre (o giallastre) semplici disposte su due serie (quelle interne sono più lunghe e più rigide, quelle esterne sono fragili). Dimensione degli acheni: 3 – 4 mm.

## Biologia
- Impollinazione: l'impollinazione avviene tramite insetti (impollinazione entomogama tramite farfalle diurne e notturne).
- Riproduzione: la fecondazione avviene fondamentalmente tramite l'impollinazione dei fiori (vedi sopra).
- Dispersione: i semi (gli acheni) cadendo a terra sono successivamente dispersi soprattutto da insetti tipo formiche (disseminazione mirmecoria). In questo tipo di piante avviene anche un altro tipo di dispersione: zoocoria. Infatti gli uncini delle brattee dell'involucro si agganciano ai peli degli animali di passaggio disperdendo così anche su lunghe distanze i semi della pianta.

## Distribuzione e habitat
Questo gruppo è distribuito nel Mediterraneo occidentale con habitat più o meno alpini.

## Tassonomia
La famiglia di appartenenza di questa voce (Asteraceae o Compositae, nomen conservandum) probabilmente originaria del Sud America, è la più numerosa del mondo vegetale, comprende oltre 23.000 specie distribuite su 1.535 generi, oppure 22.750 specie e 1.530 generi secondo altre fonti (una delle checklist più aggiornata elenca fino a 1.679 generi). La famiglia attualmente (2021) è divisa in 16 sottofamiglie.

### Filogenesi
Il genere di questa voce appartiene alla sottotribù Hieraciinae della tribù Cichorieae (unica tribù della sottofamiglia Cichorioideae). In base ai dati filogenetici la sottofamiglia Cichorioideae è il terz'ultimo gruppo che si è separato dal nucleo delle Asteraceae (gli ultimi due sono Corymbioideae e Asteroideae). La sottotribù Hieraciinae fa parte del "quinto" clade della tribù; in questo clade è posizionata alla base ed è "sorella" al resto del gruppo comprendente, tra le altre, le sottotribù Microseridinae e Cichoriinae. Il genere  Hieracium (insieme al genere Pilosella) costituisce il nucleo principale della sottotribù Hieraciinae e formano (insieme ad altri generi minori) un "gruppo fratello" posizionato nel "core" delle Hieraciinae.
Il genere Hieracium è un genere estremamente polimorfo con maggioranza di specie apomittiche. Di questo genere sono descritte circa 1000 specie sessuali e oltre 3000 specie apomittiche, delle quali circa 250 e più sono presenti nella flora spontanea italiana.
I caratteri distintivi per il genere Hieracium sono:
- le piante non sono tutte vischiose;
- i fusti e le foglie hanno peli semplici o ghiandolari;
- i capolini sono numerosi;
- il colore dei fiori in genere è giallo carico;
- i rami dello stilo sono lunghi;
- le coste dell'achenio confluiscono in un anello;
- il pappo è formato da due serie di setole.

Le specie di questo genere, provviste di molte sottospecie, formano degli aggregati o sezioni con diverse specie incluse, altre sono considerati "intermediare" (o impropriamente ibridi in quanto queste specie essendo apomittiche non si incrociano e quindi non danno prole feconda) con altre specie. A causa di ciò si pongono dei problemi di sistematica quasi insolubili e per avere uno sguardo d'insieme su questa grande variabilità può essere necessario assumere un diverso concetto di specie. Qui in particolare viene seguita la suddivisione in sezioni del materiale botanico così come sono elencate nell'ultima versione della "Flora d'Italia".
La sezione Alpina (sezione III) comprende specie con habitat relativi a quote montane in ambienti rocciosi. La forma di crescita di questo gruppo dimostra una sua derivazione da altri gruppi.
I caratteri distintivi per le specie di questa sezione sono:
- tutte le parti della pianta sono ricoperte da peli ghiandolari nerastri;
- la pubescenza varia da densa ad abbondantissima;
- il fusto nella parte alta può essere vischioso;
- le foglie cauline (da 1 a 4) sono sessili ed hanno delle forme oblungo-lanceolate;
- ogni fusto ha un solo capolino;
- i denti delle ligule sono cigliati;
- i margini degli alveoli del ricettacolo sono denticolati o dentati.

Il numero cromosomico delle specie della sezione è: 2n = 18, 27 e 36 (specie diploidi, triploidi, tetraploidi e pentaploidi).

### Specie della flora italiana
Nella flora spontanea italiana, per la sezione di questa voce, sono presenti le seguenti specie:
Specie principale. Hieracium alpinum  L., 1753 - Sparviere alpino: l'altezza massima della pianta è di 10 – 20 cm; il ciclo biologico è perenne; la forma biologica è emicriptofita scaposa (H scap), ma anche H ros; il tipo corologico è Circum-Artico / Alpino; l'habitat tipico sono i pascoli alpini e i curvuleti; in Italia è una specie comune e si trova su tutto l'arco alpino fino ad una quota compresa tra 1.800 e 2.600 m s.l.m.. Sottospecie: 5 - 10.
Specie secondarie collegate a Hieracium alpinum:
| Specie                                              | Caratteri                                | Habitat        | Distribuzione italiana              | sottospecie |
| --------------------------------------------------- | ---------------------------------------- | -------------- | ----------------------------------- | ----------- |
| Hieracium pseudofritzei (Benz & Zahn) Gutermann (1) | Più simile a H. alpinum che a H. bifidum | Pascoli alpini | Alto Adige e Bellunese - Molro raro |             |
Nota (1): alcune checklist considerano la specie H. pseudofritzei un sinonimo di Hieracium alpinum subsp. pseudofritzei (Benz & Zahn) Zahn, 1908.

#### Specie italiane alpine
Alcune specie di questa sezione vivono sull'arco alpino. La tabella seguente mette in evidenza alcuni dati relativi all'habitat, al substrato e alla distribuzione di alcune di queste specie alpine.
| Specie | Comunità vegetali | Piani vegetazionali      | Substrato | pH    | Livello trofico | H2O   | Ambiente | Zona alpina         |
| --- | ----------------- | ------------------------ | --------- | ----- | --------------- | ----- | -------- | ------------------- |
| Hieracium alpinum | 10                | montano subalpino alpino | Si        | acido | basso           | medio | F5 G1    | tutto l'arco alpino |
| Legenda e note alla tabella. Substrato: con “Ca/Si” si intendono rocce di carattere intermedio (calcari silicei e simili). Zona alpina: vengono prese in considerazione solo le zone alpine del territorio italiano (sono indicate le sigle delle province). Comunità vegetali: 10 = comunità delle praterie rase dei piani subalpino e alpino con dominanza di emicriptofite. Ambienti: F5 = praterie rase subalpine e alpine; G1 = lande e popolamenti a lavanda. |                   |                          |           |       |                 |       |          |                     |

### Specie dell'areale Euro-Mediterraneo
In altre checklist la specie Hieracium alpinum fa parte dell'aggregato Hieracium alpinum aggr. che comprende le seguenti specie:
- Hieracium alpinum L.
- Hieracium atalum (Omang) Omang, 1919 - Distribuzione: Norvegia
- Hieracium exsiliusculum  (Omang) Omang, 1939 - Distribuzione: Islanda
- Hieracium gudbrandii  Ósk., 1966 - Distribuzione: Islanda
- Hieracium holosericeum  Backh. f., 1856 - Distribuzione: Gran Bretagna
- Hieracium includens  Dahlst., 1907 - Distribuzione: Finlandia
- Hieracium kaldalonense  Dahlst., 1904 - Distribuzione: Islanda
- Hieracium notabile  P. D. Sell & C. West, 1967 - Distribuzione: Gran Bretagna
- Hieracium pentaploideum  P. D. Sell & D. J. Tennant, 2006 - Distribuzione: Gran Bretagna
- Hieracium perlaniferum  Ósk., 1961 - Distribuzione: Islanda
- Hieracium petiolinum  Sennikov, 2005 - Distribuzione: Europa nord-est
- Hieracium pseudopetiolatum  (Zahn) Roffey, 1925 - Distribuzione: Gran Bretagna
- Hieracium schustleri  Zlatník, 1938 - Distribuzione: Polonia e Repubblica Ceca
- Hieracium semialpinum  Ósk., 1957 - Distribuzione: Islanda
- Hieracium sericellum  (Dahlst.) Dahlst, 1904 - Distribuzione: Islanda
- Hieracium taraxacifrons  Ósk., 1957 - Distribuzione: Islanda